# Stridspar
Ett stridspar (engelska: fire and maneuver team) består av två soldater och är den minsta enheten över den enskilda soldaten. Det är den minsta enheten som kan kombinera stridens grunder, eld, rörelse och skydd. Ett stridspar är enligt Soldaten i fält lika effektivt som fyra soldater som uppträder individuellt. 